# Коваленко, Кира Тахировна
Кира Тахировна Коваленко (род. 12 декабря 1989, Нальчик, Кабардино-Балкарская АССР, РСФСР, СССР) — российский кинорежиссёр и сценарист.

## Биография
Родилась 12 декабря 1989 года в Нальчике. После окончания школы поступила в колледж дизайна, освоила профессию веб-дизайнера. Работала корреспондентом на телевидении.
В 2010—2015 годах — студентка режиссёрской мастерской Александра Сокурова в Кабардино-Балкарском государственном университете. Этот курс окончил также режиссёр Кантемир Балагов. В 2019 году в интервью Юрию Дудю Балагов заявил, что их с Коваленко связывают романтические отношения.
Во время учёбы в мастерской Коваленко сняла несколько короткометражных фильмов.
После окончания университета жила в Абхазии и в Санкт-Петербурге, затем переехала в Москву.
Дебютный полный метр Коваленко «Софичка», снятый по одноимённой повести Фазиля Искандера, вышел в 2016 году. Фильм вошёл в конкурсную программу дебютных фильмов кинофестиваля «Тёмные ночи» в Таллине, получил приз «За сохранение культурных традиций» на XV Международном фестивале кинематографических дебютов «Дух огня» в Ханты-Мансийске.
Вторая картина Коваленко «Разжимая кулаки» (международное название — «Unclenching The Fists»), снятая в Северной Осетии, вошла в программу «Особый взгляд» 74-го Каннского кинофестиваля, где получила главный приз, а также в программу «Современное мировое кино» кинофестиваля в Торонто.
После вторжения России на Украину в 2022 году Коваленко с Балаговым уехали из России. Пара обосновалась в США, вместе с продюсером Александром Роднянским планируют снимать картину под названием «Моника».
В ноябре 2022 года стало известно, что Коваленко снимет новую картину под рабочим названием «Дети надежды», сценарий которой напишет вместе с писательницей Мариной Степновой, а продюсером проекта выступит Александр Роднянский.

## Фильмография

### Режиссер
- 2014 — Они ушли от меня (к/м)
- 2016 — Софичка
- 2021 — Разжимая кулаки

### Сценарист
- 2014 — Они ушли от меня (к/м)
- 2016 — Софичка (совместно с Антоном Сергеевым и Кантемиром Балаговым)
- 2021 — Разжимая кулаки

## Награды и номинации
- 2017 — специальный приз «За сохранение культурных традиций» на 15-м Международном кинофестивале «Дух огня» за фильм «Софичка»[13]
- 2017 — приз за лучшую режиссуру на Международном кинофестивале «Шёлковый путь» в Дублине за фильм «Софичка»
- 2017 — приз за лучшую режиссуру на фестивале актуального кино «Горький fest» за фильм «Софичка»[14]
- 2021 — гран-при конкурса авторского кино «Особый взгляд» на 74-м Каннском кинофестивале за фильм «Разжимая кулаки»[15]
- 2022 — кинопремия «Белый слон» (за фильм «Разжимая кулаки»):
  - Лучший режиссёр
  - Лучший сценарий[16]